# Paulo de Sousa Pereira
Paulo de Sousa Pereira (* 28. September 1969 in Santo Tirso, Portugal) ist ein portugiesischstämmiger Unternehmer, Gründer und Präsident von Realizar Worldwide Events, einer Firma zur Produktion von Großveranstaltungen, TV-Sendungen sowie internationaler Live-Veranstaltungen. Er lebt in London.

## Leben
Paulo de Sousa Pereira studierte sowohl Architektur als auch Psychologie und promovierte in Psychologie mit dem Thema „Kreativität und Emotionen“. Neben seinem Studium entwickelte sich seine große Leidenschaft, Events zu konzipieren und organisieren. Während des Studiums hatte er bereits Veranstaltungen organisiert und produziert. Im Jahr 1994 veranstaltete er erstmals Bungee-Jumping-Events mit einem Kran auf einer Brücke. Danach gründete er die Firma Realizar mit dem Ziel, globale Veranstaltungen im Bereich Sport und Kultur für öffentliche und private Unternehmen zu organisieren.
Pereira konzipierte Projekte im Rahmen internationaler Großveranstaltungen für die Expo 98 in Lissabon, die Expo 2000 in Hannover und in Porto, 2001 Kulturhauptstadt Europas. Weiterhin gestaltete er die Eröffnungsfeier der Spiele gegen die Armut Ronaldo & Friends vs. Zidanne & Friends und Figo All Stars, die in verschiedenen Ländern stattfanden. Im Laufe der Jahre hat er Promotionskampagnen für Land Rover, Vodafone, Estrella Galicia, Sunny Delight, Ikea, Mastercard, UEFA und Allianz SE produziert.
Im Bereich der Architektur, war er Sieger im Wettbewerb „Olympische Flamme der Spiele der Lusophonie“ und im internationalen Wettbewerb für die Erneuerung der Burg von Bragança in Portugal. Er ist Ballonfahrer und Präsident des portugiesischen Ballonfahrerverbands. Über seine Heißluftballonfahrten veröffentlichte er zwei Bücher.

## World Guinness of Records
Insgesamt haben Paulo de Sousa Pereira und sein Unternehmen etwa 20 Events produziert, auf denen ebenso viele Guinness World Records erzielt wurden.
Dazu gehören:
- höchster Münzenturm der Welt für die UNICEF
- größtes „lebendes Logo“ mit 34.309 Menschen
- größter Flickenteppich für Europas Kulturhauptstadt 2001, Porto
- „schönste Flagge“ mit 18.788 Frauen
- weltgrößte Bühne für die „New 7 Wonders“-Eröffnungsfeier in Lissabon
- weltgrößtes Picknick im Stadtzentrum von Lissabon

## World Events
- 1999 hat er die Promotion-Kampagne für die Bewerbung Portugals als Austragungsort der Fußball-Europameisterschaft 2004 entworfen. Nach Portugals Zuschlag für die Austragung der Europameisterschaft hat er die Einweihung von sechs neuen Fußballstadien im Jahr 2003 konzipiert und produziert.
- 2007 zeichnete er für die Produktion und Organisation der Eröffnungsfeier anlässlich der offiziellen Bekanntgabe der sieben neuen Weltwunder verantwortlich, die in Lissabon stattfand. Diese Veranstaltung zählte nach einigen WM-Endspielen und der Olympischen Spiele weltweit zu den reichweitenstärksten Veranstaltungen. Im Jahr 2010 hat er die Auslosung, die Eröffnungsfeier sowie die Abschlussfeier der Afrikanischen Fußballmeisterschaft in Luanda, Angola entworfen, produziert und geleitet.